# Star Screen Award/Bester Hauptdarsteller (Publikumspreis)
Der Star Screen Award Best Actor (Popular Choice) ist eine Kategorie des indischen Filmpreises Star Screen Award.
Der Star Screen Publikumspreis Bester Hauptdarsteller wurde erstmals im Jahre 2009 verliehen. Die Gewinner werden nicht wie in der Kategorie Bester Hauptdarsteller von einer Jury gewählt, sondern  von den Zuschauern.
Die Gewinner dieses Preises:
| Jahr | Schauspieler   | Film            | Deutscher Titel               |
| ---- | -------------- | --------------- | ----------------------------- |
| 2009 | Akshay Kumar   | Singh is Kinng  | —                             |
| 2010 | Shahid Kapoor  | Kaminey         | Ungleiche Brüder              |
| 2011 | Shah Rukh Khan | My Name Is Khan | My Name is Khan               |
| 2012 | Shah Rukh Khan | Don 2           | Don – The King is back        |
| 2013 | Salman Khan    | Dabangg 2       | —                             |
| 2014 | Shah Rukh Khan | Chennai Express | Chennai Express               |
| 2015 | Shah Rukh Khan | Happy New Year  | Happy New Year – Herzensdiebe |
| 2016 | Shah Rukh Khan | Dilwale         | Dilwale                       |